# N. L. Peschier
N. L. Peschier o N. Le Peschier (Ardèche, 1600-Ámsterdam, 1661) fue un pintor francés. 

## Biografía
Se desconocen sus datos biográficos, ni tan solo su nombre de pila. Fue miembro de la comunidad de pintores de Saint-Germain-des-Prés, junto con artistas como Sébastien Bonnecroy y Sebastian Stoskopff. Más tarde se trasladó a los Países Bajos, donde trabajó en Ámsterdam y Leiden. Influido por Vincent Laurensz. van der Vinne y Edwaert Collier, realizó preferentemente vanitas, un tipo de bodegón que hace referencia a la fugacidad de la vida y la inevitabilidad de la muerte, como Vanitas con violín, libro, calavera y pluma (1660, Rijksmuseum, Ámsterdam), Vanitas (1660, Museo de bellas artes de Montreal) y Calavera, bolsas de dinero y documentos (1661, Institut Néerlandais, París).

## Galería

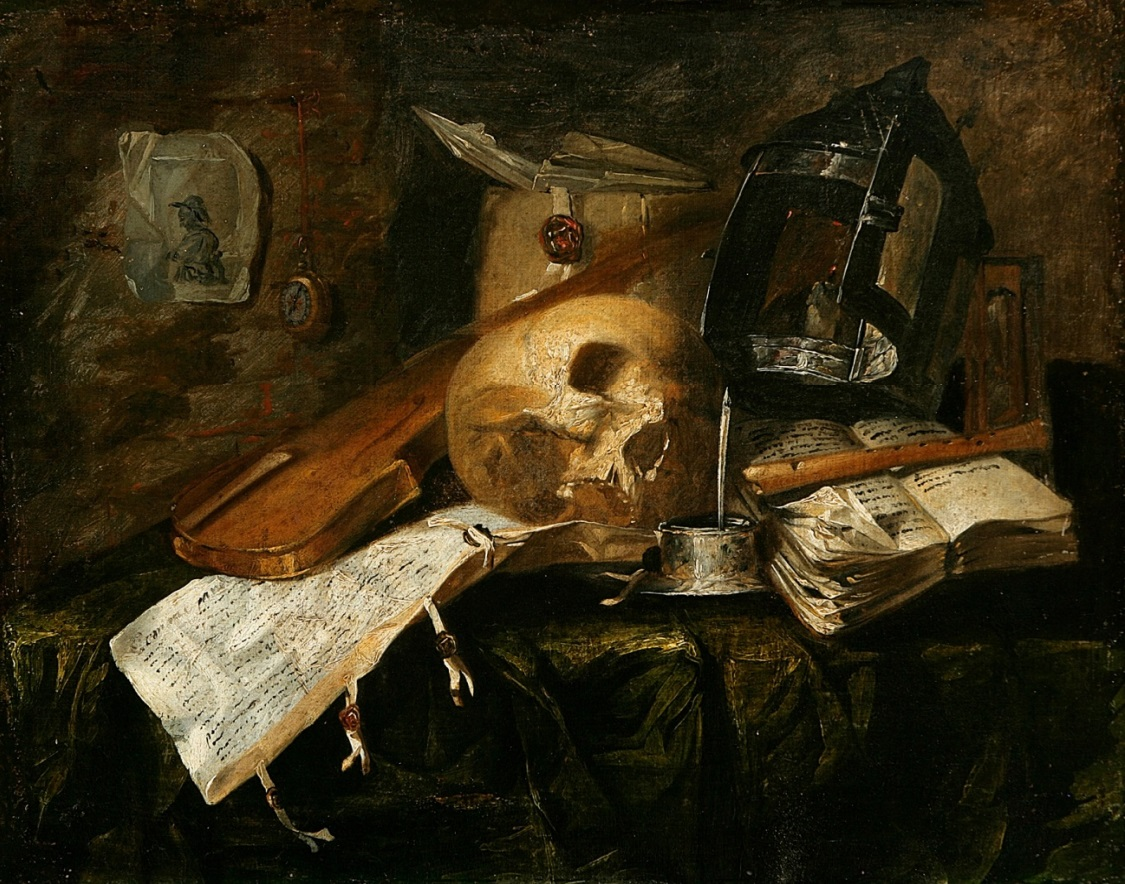
Vanitas (1659-1661), Muzeum Narodowe w Poznaniu, Poznań
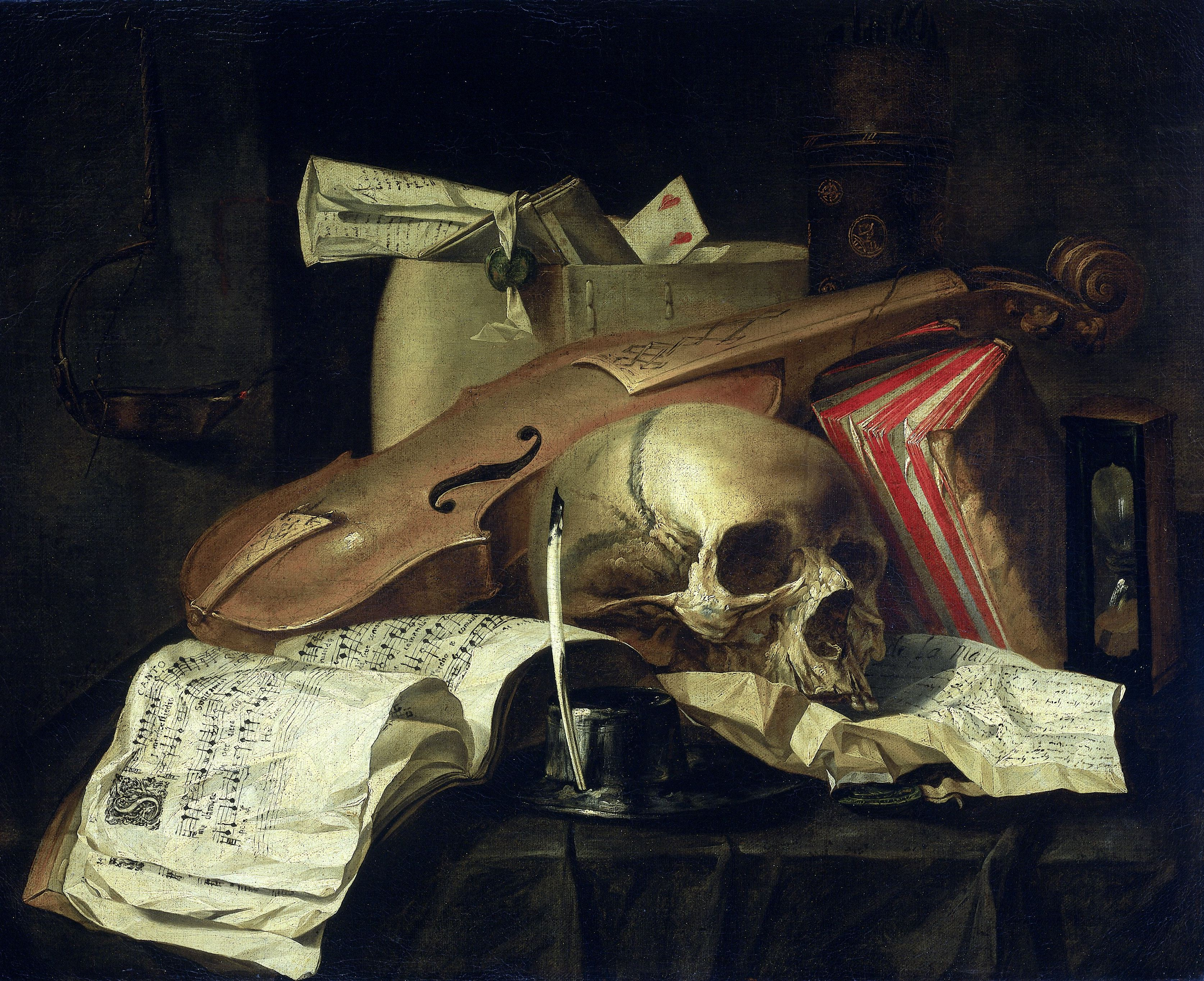
Vanitas con violín, libro, calavera y pluma (1660), Rijksmuseum, Ámsterdam
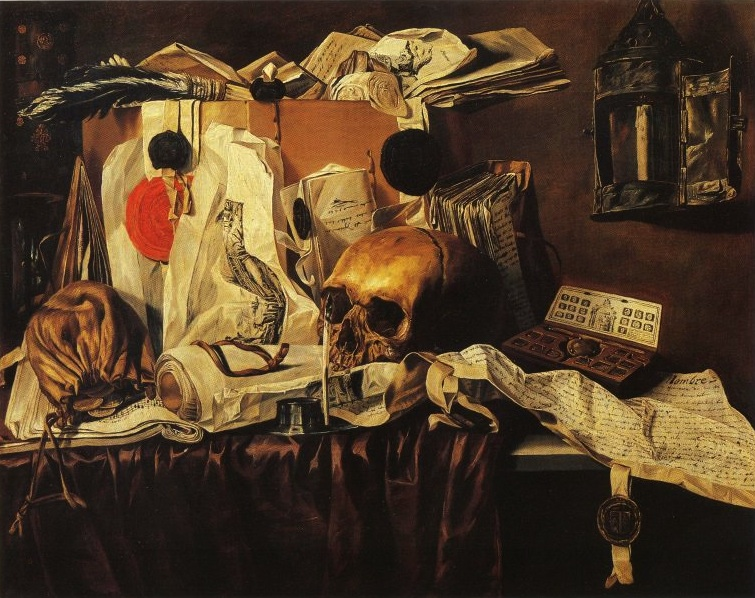
Vanitas (1660), Museo de bellas artes de Montreal
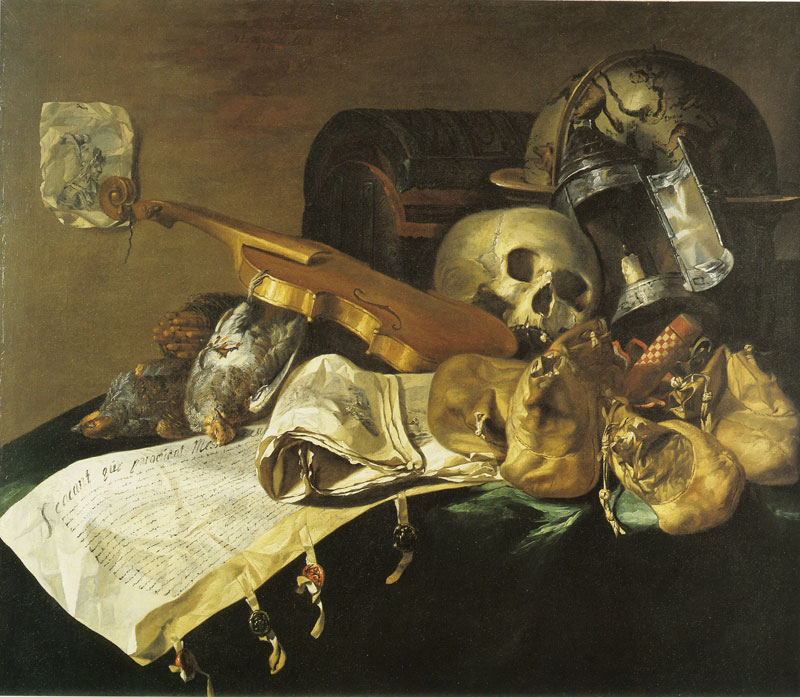
Vanitas con calavera, violín, bolsas de dinero y documentos (1661), Institut néerlandais, París
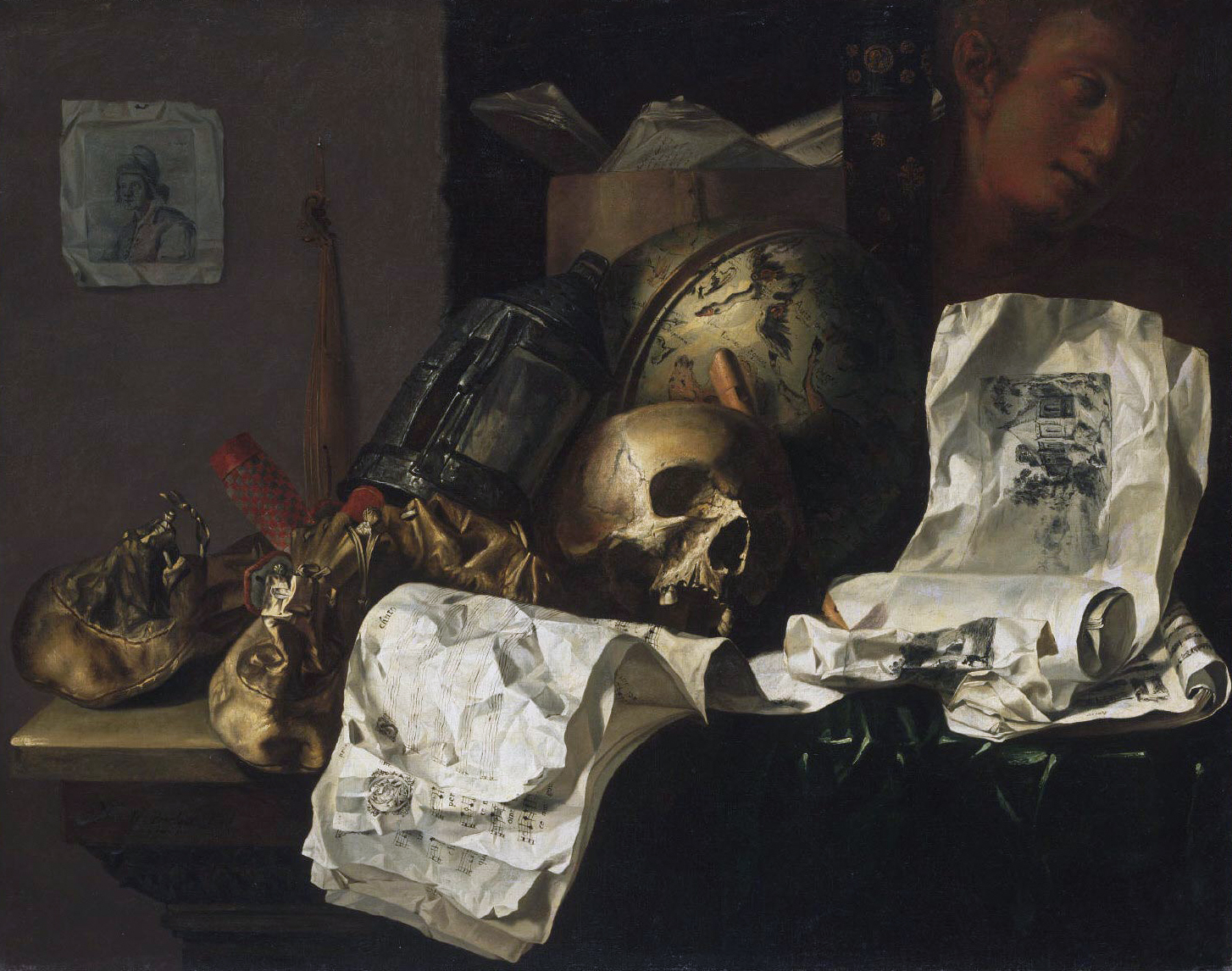
Vanitas (1661), Philadelphia Museum of Art